# Pygeretmus pumilio
Pygeretmus pumilio és una espècie de mamífer rosegador de la família dels dipòdids. Viu a la Xina, l'Iran, el Kazakhstan, Mongòlia i Rússia. Es tracta d'un animal herbívor que acumula reserves de greix a la cua per quan es redueix la disponibilitat d'aliment. El seu hàbitat natural són els semideserts argilosos amb plantes poc abundants i disperses. És una espècie en risc mínim, és a dir, no sembla que hi hagi cap amenaça significativa per a la seva supervivència.